# Dindon bronzé d'Allemagne
Le dindon bronzé d'Allemagne (en allemand : Bronzepute) est une race de dindon allemand.

## Description
Le bronzé d'Allemagne arbore un plumage noir à reflets bronze. Ses ancêtres proviennent d'Amérique et ont été importés en Espagne en 1533, et de là vers la France, l'Angleterre et l'Allemagne. 
C'est en se procurant un mâle d'Angleterre en 1909 présentant des reflets bronze que les éleveurs allemands vont s'efforcer de fixer ce caractère en une race stable à la chair fine. Elle est déclarée en danger en 2008 ; en effet il n'existait plus en Allemagne que 334 individus en 1997. Dix ans plus tard, l'effectif remonte à 800 individus, ; le zoo d'Heidelberg en montre quelques sujets.
Le bronzé d'Allemagne diffère du bronzé d'Amérique (dont il descend) car il est plus élancé et possède des pattes plus longues, des cuisses inférieures saillantes, et surtout les plumes de la queue montrent des bandes et un liseré de couleur sable foncé à brun doré.
Le bronzé d'Allemagne est bien résistant aux intempéries et il est élevé pour la finesse de sa chair. Les mâles peuvent atteindre 12 à 15 kg, les femelles 6 à 8 kg. Elles pondent de 20 à 50 œufs par an pesant 70 grammes. Le mâle participe aussi à la couvaison. Les poussins naissent après vingt-huit jours.

## Standard
- Dindon : 12 à 15 kg[1]
- Dinde : 6 à 8 kg[1]

## Illustrations

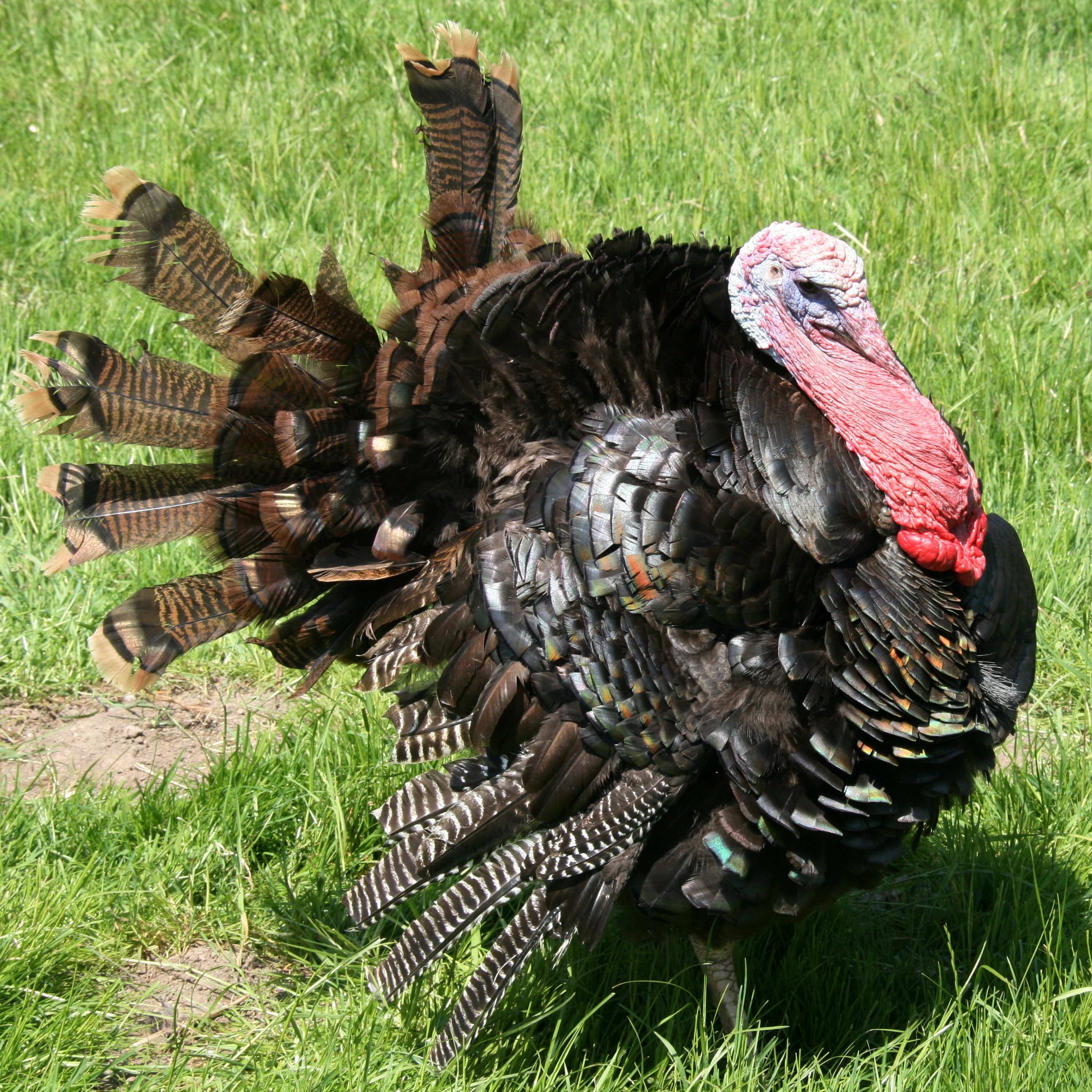
Didon bronzé d'Allemagne
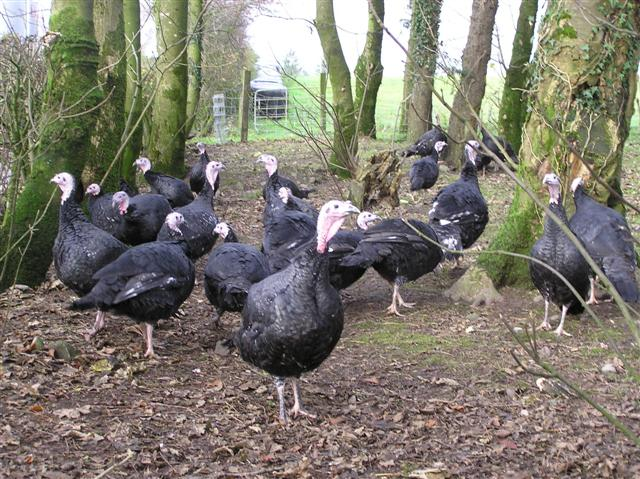
Dindes